# Commelina trilobosperma
Commelina trilobosperma är en himmelsblomsväxtart som beskrevs av Karl Moritz Schumann. Commelina trilobosperma ingår i släktet himmelsblommor, och familjen himmelsblomsväxter. Inga underarter finns listade.